# 井上篤太郎

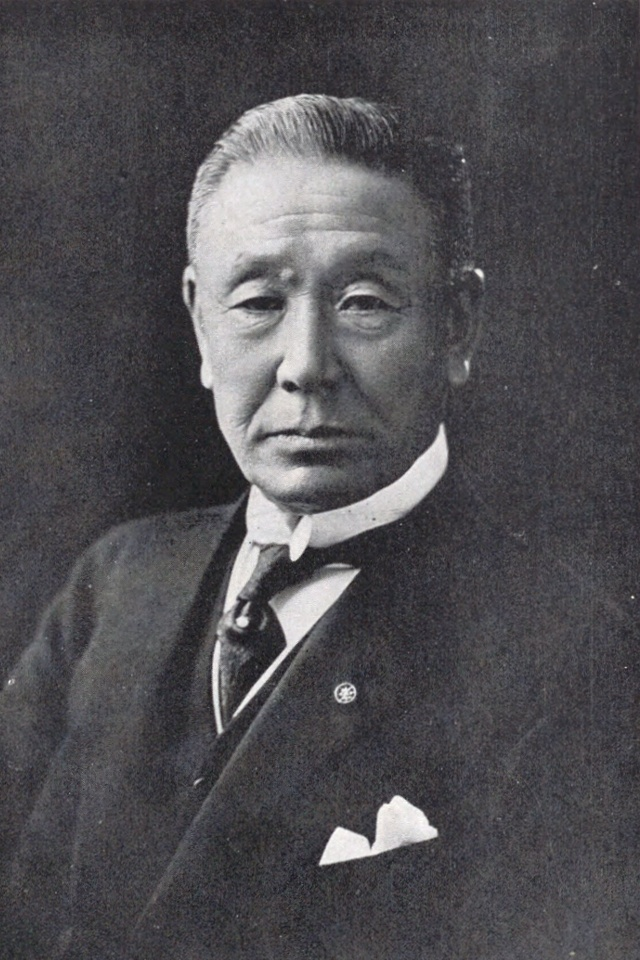
井上篤太郎

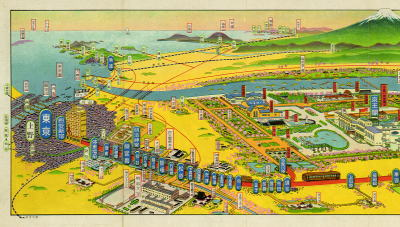
昭和初期の京王沿線図（京王閣と明大予科校舎が大きく描かれている)

井上 篤太郎（いのうえ とくたろう、1859年7月12日〔安政6年6月13日〕 - 1948年〔昭和23年〕11月28日）は、明治から昭和前期の実業家、政治家。現在の京王電鉄の前身・京王電気軌道の事実上の創業者である。

## 略歴
明治法律学校（現在の明治大学の前身）を経て、愛甲郡役所の書記を務めた後、村会議員、神奈川県会議員を務めた。1912年（明治45年）5月、第11回衆議院議員総選挙（神奈川郡部、立憲政友会）で当選し、衆議院議員を1期務めた。
その後、富士瓦斯紡績（現・富士紡ホールディングス）に入社し、社長の和田豊治の知遇を得る。その縁で、玉川電気鉄道（現・東急電鉄世田谷線など）や王子電気軌道（現・都電荒川線）の取締役に招聘され、それぞれの経営の安定化に貢献。その経営手腕を見込まれて、新宿駅〜東八王子駅間の軌道線建設を目指す京王電気軌道（現・京王電鉄）の専務取締役（第3代）に就任した。
当時の京王電気軌道は、新宿追分駅〜府中駅間の軌道線開業は実現したものの、府中駅から東八王子駅間の建設資金に窮していた。そこで、富士紡の和田豊治が京王の経営を引き受け、井上を専務として送り込んだのであった。
井上は、和田の期待に応えて、電灯電力供給事業の拡大と、京王線の全線開通を実現する。さらに、バス事業への進出・拡大、多摩川原遊園・京王閣などのレジャー施設の建設、千歳烏山駅付近の都市開発、母校の明治大学をはじめ京王沿線への学校誘致や施設誘致など軌道事業の安定化も進めた。
井上は、京王電気軌道の取締役社長、取締役会長を歴任し、約30年近く同社の経営を担った。会社の規模は決して大きくはなかったが、電灯電力供給事業と軌道業の二本柱で、京王の業績は好調だった。太平洋戦争の開戦直前、主力事業の配電事業が国策により国家に強制移管され、経営基盤が弱体化。さらに、陸上交通事業調整法の趣旨を説いて周辺私鉄の統合を進めていた東京急行電鉄社長・五島慶太が、京王の大株主大日本電力から京王株の譲渡を受け、京王は東急への統合を余儀なくされる。
井上は、京王の東急への合併を終始一貫反対し、あくまでも自主独立経営を主張した。大日本電力の社長で、京王の社長も務めていた穴水熊雄も、井上の意向を尊重し、五島からの持株譲渡の要請を断り続けていたが、時勢に逆らうことができず、最終的には譲渡に同意した。1944年、京王線は合併により東急京王営業局として戦時輸送を担うことになった。井上は合併に伴い経営の第一線から引退し、東京急行電鉄相談役に就任した。京王からは、井上の片腕であった取締役の後藤正策（後に京王帝都電鉄取締役）、社長の穴水熊雄の次男穴水清彦（後に相模鉄道会長）が、東急取締役に就任した。なお、井上は、社長を辞任する際の退職慰労金の15%を従業員に配分し、50%を郷里に寄付し、小学校建設（厚木市立三田小学校／寄付による校舎は昭和48年まで利用された）、橋の建設（才戸橋／寄付による橋は昭和61年まで利用された）のために資産を提供した。死去する半年前、井上が心血を注いで育てた京王電気軌道は、新会社・京王帝都電鉄として東急より分離独立し、現在に至っている。
1934年、明治大学専務（財務）理事に就任。その他、南武鉄道、東京高速鉄道、京浜電気鉄道、玉川電気鉄道などの社外取締役もつとめた。1946年8月14日から翌年5月2日の貴族院廃止まで勅選議員を務めた。生糸および絹紡績の特許権十数件をもつ。

## 人物
- 東京急行電鉄社長の五島慶太が、京王電気軌道の買収工作中、京王の従業員たちは自分たちの会社がどうなるのか、動揺していた。井上は、「東京急行は規模は大きくても瓦礫の山だ。我が社（京王電軌）は規模は小さくてもダイヤモンドだ」と言って、従業員の士気高揚に努めたという。
- 井上は、企業は資本・経営者・労働者の3つによって初めて成立し得ると語り、従業員を大切にした。そのため、京王電気軌道は、従業員の福利厚生が充実していたと、井上の片腕で京王電軌の取締役をつとめた後藤正策が語っている。
- 検事総長や司法大臣を歴任した木村篤太郎は、井上の娘を妻としたが、井上は娘にはかねがね「夫の悪口を言うな、言われても取り合わない」と厳命していたため、娘は木村の悪口を一切父には言わなかった。そのため、木村は岳父である井上との関係はすこぶる良好であったと語っている。

## 経歴
- 1859年 - 相模国愛甲郡三田村（現在の 神奈川県厚木市三田）に生まれる。
- 1882年 - 明治法律学校入学
- 1885年 - 神奈川県会議員となる。
- 1890年 - 自転車製造業を立ち上げるも失敗。
- 1901年 - 富士瓦斯紡績株式会社に入社。
- 1914年 - 経営難に陥った京王電気軌道（現・京王電鉄）の専務取締役に就任。以後、経営建て直しに尽力。
- 1928年 - 京王電気軌道初代取締役社長に就任。
- 1934年 - 明治大学専務理事に就任[5]。
- 1935年 - 京王電気軌道取締役会長に就任。
- 1944年 - 合併により、東京急行電鉄相談役に就任。
- 1946年 - 貴族院議員に勅任される。
- 1948年 - 死去。

## 栄典
- 藍綬褒章（1928年10月27日）[8]

## 親族
- 井上正幹：長男、京王帝都電鉄監査役
- 井上正忠：孫、鉄道省・運輸省官僚、京王帝都電鉄第4代社長
- 木村篤太郎：娘婿、検事総長、司法大臣
- カナオ・イノウエ：孫（日系二世のカナダ人）